# Trích chọn đặc trưng
Trong học máy và thống kê, trích chọn đặc trưng (hay còn gọi bằng nhiều cụm từ như trích chọn đặc tính, lựa chọn đặc trưng, lựa chọn thuộc tính, chọn lựa thuộc tính, chọn lọc đặc trưng, tiếng Anh: feature selection, có thể là variable selection, attribute selection hay variable subset selection), là một quá trình chọn lọc một tập con chứa các thuộc tính liên quan để sử dụng trong quá trình xây dựng mô hình. Các kỹ thuật trích chọn đặc trưng được dùng cho một số lý do:
- đơn giản hóa các mô hình để giúp các nhà nghiên cứu/người dùng diễn dịch dễ dàng hơn,
- giảm thời gian huấn luyện,
- tránh lời nguyền chiều (curse of dimensionality),
- tăng cường tổng quát hóa bằng cách giảm sự quá khớp (chính thức, giảm phương sai)